# Steubenstraße 16 (Mönchengladbach)

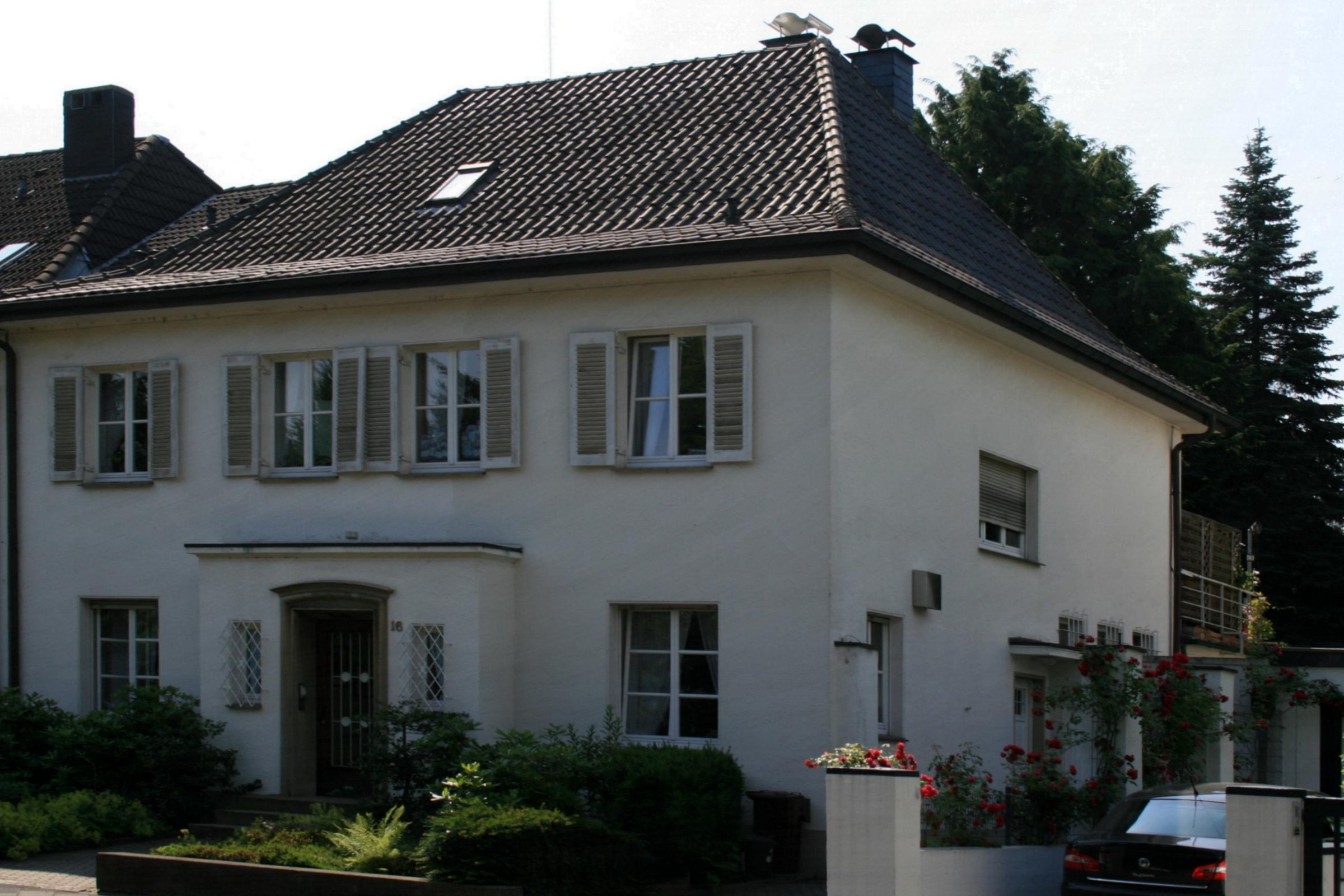
Wohnhaus Steubenstraße 16 (2010)

Das Wohnhaus Steubenstraße 16 steht im Stadtteil Grenzlandstadion in Mönchengladbach (Nordrhein-Westfalen).
Die Steubenstraße wurde in den 1930er Jahren angelegt, sie verbindet die Brucknerallee und die Gartenstraße. Das rechteckige, kastenförmig wirkende Haus wurde 1937 errichtet. Der zweigeschossige, in zwei auf vier Achsen angelegte Baukörper schließt mit einem Walmdach ab.
Das Gebäude wurde am 2. Juni 1987 unter Nr. St 011 in die Denkmalliste der Stadt Mönchengladbach eingetragen.